# Сейсмическая группа
Сейсмическая группа — система связанных сейсмографов, расположенных в виде правильной геометрической фигуры (креста, прямоугольника, окружности и т. д.) для увеличения чувствительности обнаружения землетрясений и взрывов. Сейсмическая группа отличается от локальной сейсмической сети главным образом способом обработки данных. Данные с сейсмической группы получаются с помощью специальных методов цифровой обработки сигналов, которые подавляют шумы и увеличивают отношение сигнал-шум.
Первые сейсмические группы были построены в 1950-х годах с целью улучшения детектирования ядерных испытаний. Многие из развернутых тогда групп оставались засекречены до 1990-х годов.

## Устройство

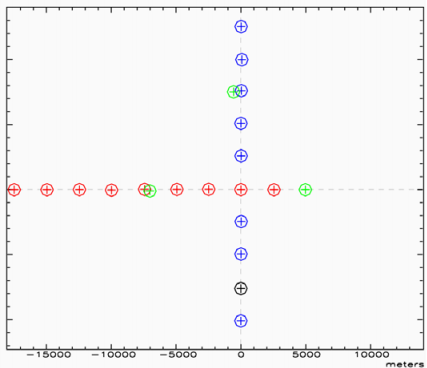
Схема расположения сейсмографов YKA. Места расположения узкополосных детекторов отмечены красными и синими точками, широкополосных — зелеными.

Сейсмические группы могут быть классифицированы по величине апертуры, которая определяется как наибольшее расстояние между отдельными детекторами.
В горизонтальной плоскости детекторы образуют геометрические фигуры. Группы, построенные в начале 1960-х годов имели L- или крестообразную форму. Апертуры таких групп варьировались от 10 до 25 км. Современные сейсмические группы, такие как NORES и ARCES, имеют форму концентрических окружностей, состоящих из нечетного числа сейсмографов, радиусы которых увеличиваются в геометрической прогрессии. Количество колец и величина апертуры отличается у разных групп, определяясь соображениями экономии и назначения.
Например, сейсмометры группы NORES расположены на четырёх концентрических кольцах. Радиус наименьшего кольца равен 150 м, а каждого следующего — в 2,15 раз больше предыдущего.
В сейсмической группе отношение сигнал-шум может быть улучшено путем сложения когерентных сигналов с отдельных сейсмографов.

## Существующие сейсмические группы

### Грефенберг
Сейсмическая группа Gräfenberg является первой цифровой широкополосной группой, которая имеет непрерывную историю данных с 1976 года по сегодняшний день. Эта группа состоит из 13 широкополосных станций во Франконском Альбе. Она простирается примерно на 100 километров с севера на юг и примерно на 40 километров с востока на запад.

### YKA
Yellowknife Seismological Array — это сейсмическая группа среднего размера, созданная недалеко от Йеллоунайфа на Северо-Западных территориях в Канаде в 1962 году в соответствии с соглашением о сотрудничестве между Департаментом шахт и технических исследований (ныне Министерство природных ресурсов Канады) и Управлением по атомной энергии Соединенного Королевства (UKAEA) для изучения возможности телесейсмического обнаружения ядерных взрывов. В настоящее время YKA состоит из 19 короткопериодических сейсмических датчиков расположенных в виде креста с апертурой 2,5 км, а также 4 широкополосных сейсмографов, способных обнаруживать широкий диапазон частот сейсмических волн.

### LASA
Large Aperture Seismic Array — первая большая сейсмическая группа. Построена в Монтане в 1965 году.

### NORSAR
Norwegian Seismic Array был создан в Хьеллере в 1968 году в рамках норвежско-американского соглашения об обнаружении землетрясений и ядерных взрывов. С 1999 года он является независимой некоммерческой исследовательской организацией в области наук о Земле. Это самая большая автономная группа в мире, имеющая апертуру 100 км.

### NORES и ARCES
NORES был первой региональной сейсмической группой, построенной на юге Норвегии в 1984 году. Родственная группа ARCES была создана на севере Норвегии в 1987 году. NORES и ARCES — это группы с малой апертурой диаметром всего 3 км.

### GERES
GERES — это группа с малой апертурой, построенная в Баварском лесу недалеко от пограничного треугольника Германии, Австрии и Чехии в 1988 году. Она состоит из 25 отдельных сейсмических станций, расположенных на 4 концентрических кольцах радиусами 200, 430, 925 и 1988 метров.

### SPITS
SPITS — это группа с очень маленькой апертурой, расположенная на Шпицбергене. Первоначально она была построена в 1992 году и обновлена до стандарта IMS в 2007 году организацией NORSAR.